# Auditorio y Palacio de Congresos Mar de Vigo
El Auditorio y Palacio de Congresos Mar de Vigo es un auditorio y palacio de congresos de más de 23 000 m², situado en la Avenida de Beiramar del ayuntamiento de Vigo, se encuentra situado enfrente del puerto y, por lo tanto, de la ría.

## Proyecto

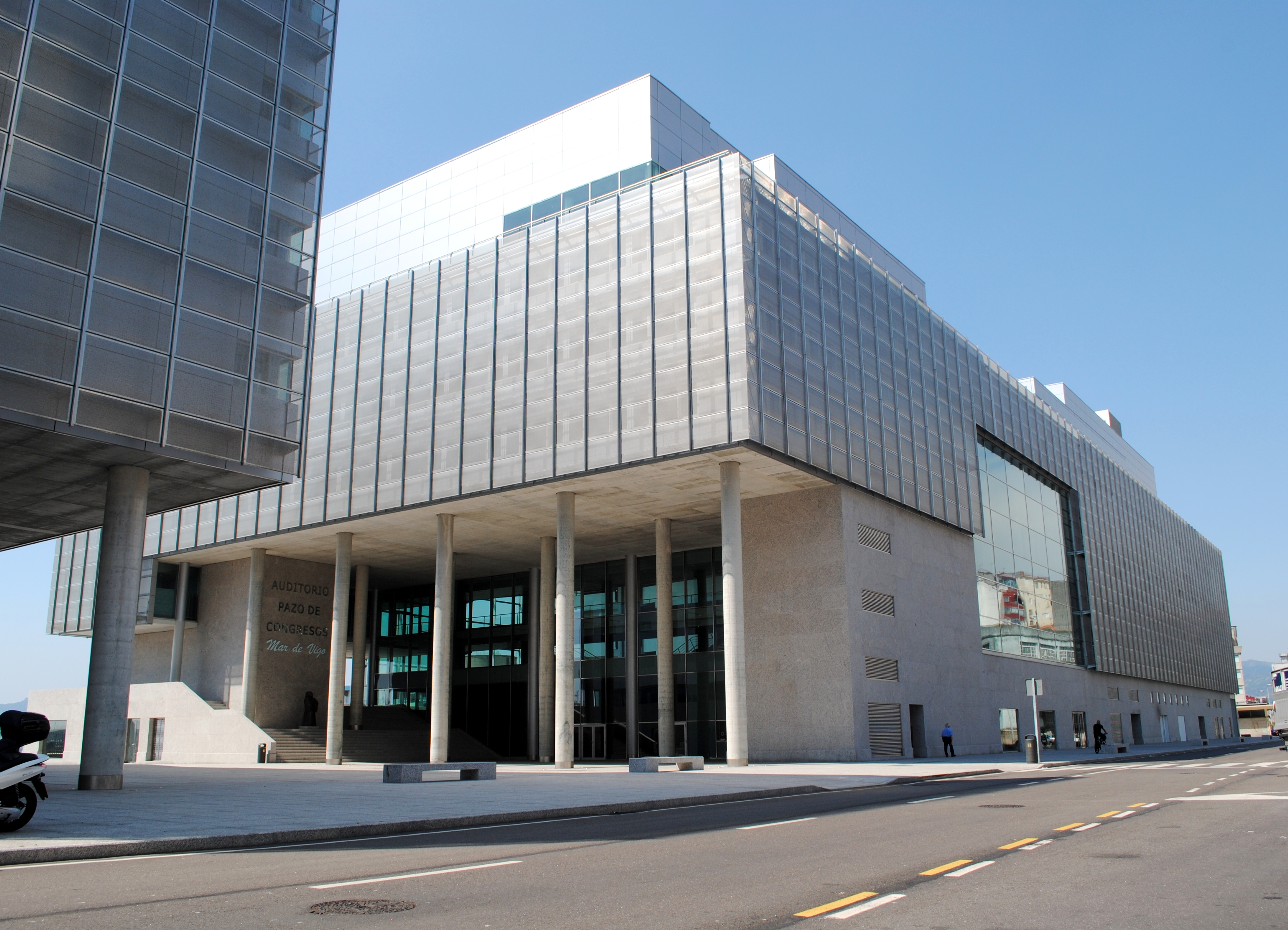
Vista del auditorio desde la calle Jacinto Benavente.

A partir de un diseño encargado en 2001, siendo alcalde de la ciudad Lois Pérez Castrillo, al arquitecto gallego César Portela, el auditorio fue construido en los terrenos que antiguamente ocupaba la empresa pesquera Motopesqueros de Altura Reunidos (M.A.R.). El presupuesto inicial de las obras era de cerca de 86 millones de euros, que llegarían a elevarse los 154 millones, para posteriormente volver a recortarse la cifras próximas a las originales. Fue inaugurado el año 2011 por el alcalde Abel Caballero y el Presidente da Junta de Galicia, Alberto Núñez Feijoo, con un concierto de la cantautora Luz Casal en el vestíbulo.

## Descripción

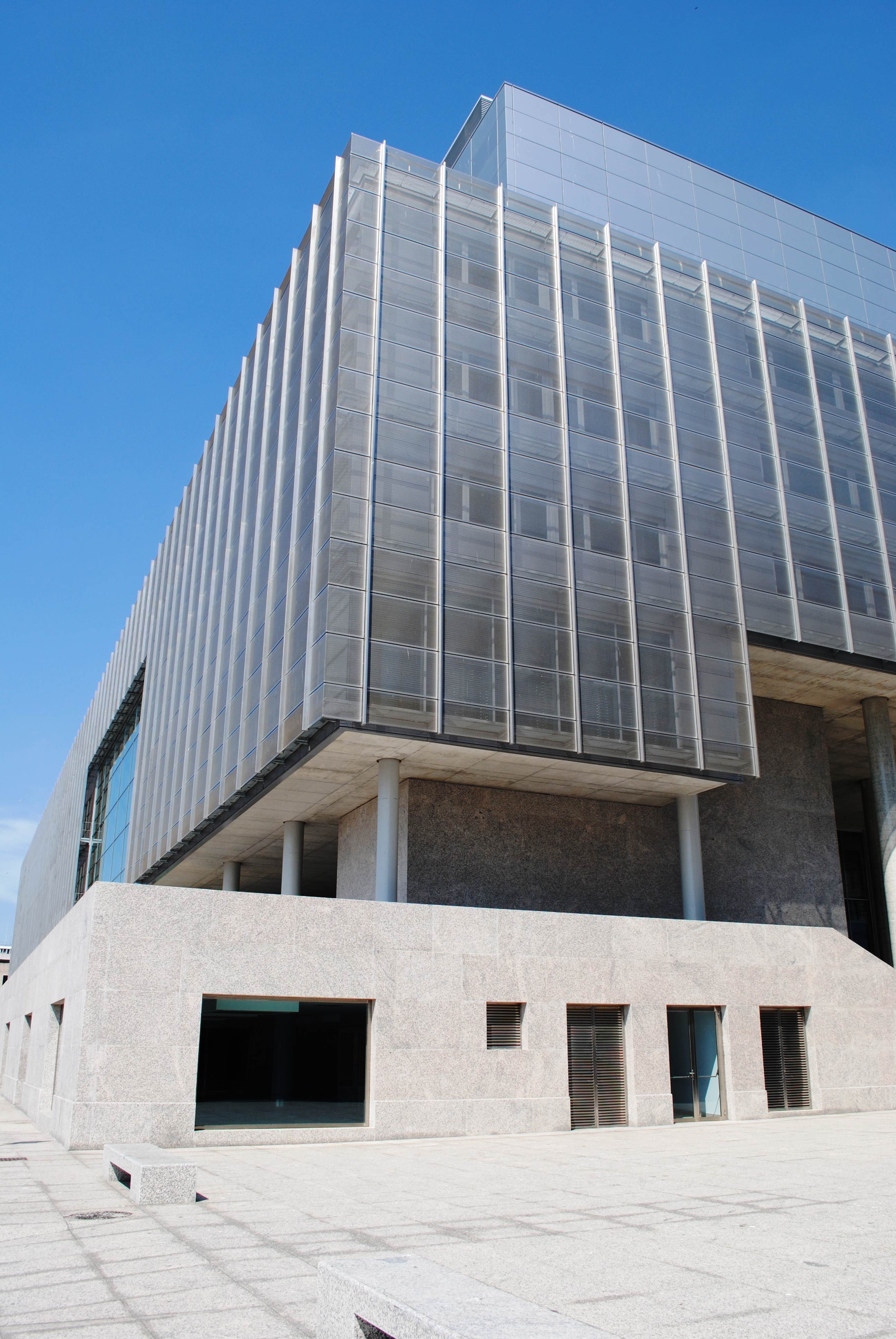
Vista del auditorio desde la Avenida de Beiramar.

El auditorio cuenta con siete plantas (más la planta baja y el estacionamiento subterráneo de 325 plazas). Dispone de auditorio, con capacidad para 1 500 personas y un escenario de 800 m², siete salas de diferentes capacidades, cafetería y un restaurante en la terraza a 28 metros de altura. Cuenta con una zona comercial y de oficinas, sin explotar actualmente, así como de un hotel de cuatro estrellas, el Hotel Carrís Beiramar con 121 habitaciones, cafetería y restaurante propios, fue cerrado en el año 2013. El hotel es abierto nuevamente en el año 2014.

## Usos
Entre los artistas más destacados que han actuado en el auditorio, se pueden citar los siguientes: Bertín Osborne, Camela, Dúo Dinámico, Enrique Bunbury, Eric Burdon, Estopa, Fito Cabrales, Isabel Pantoja, James Blunt, Jethro Tull, Joan Manuel Serrat, Leiva, Les Luthiers, Los Morancos, Los Secretos, Loquillo, Malú, Melendi, Moncho Borrajo, Mónica Naranjo, One & Dr. Queen, Raphael, Roger Hodgson, Rosendo Mercado, Satriani, Steve Vai, Víctor Manuel, Wilco y el Ballet del Teatro Nacional Ruso representando El cascanueces y El lago de los cisnes de Chaikovski. También se representaron las óperas Aida de Verdi y Madame Butterfly de Puccini. Además en el recinto tuvo lugar en 2011 el XVIII Congreso Nacional e XII Internacional de Medicina general y de Familia.

## UNED
En el edificio del auditorio también se encuentra el centro asociado de la UNED de Vigo. Las instalaciones de la UNED se encuentran distribuidas en 3 plantas del edificio, en las cuales se encuentran instaladas 16 salas, un salón de actos, una sala de lectura (la más grande de la ciudad), entre otras dependencias de uso académico.
Los grados que se imparten en este centro son los siguientes: administración de empresas, ciencias ambientales, ciencias políticas y de la administración, derecho, educación social y turismo, estudios ingleses, geografía e historia, historia del arte, ingeniería informática, pedagogía, psicología y tecnologías de la información.